# Andreea Răducan
Andreea Mădălina Răducan (n. 30 septembrie 1983, Bârlad, România) este o fostă gimnastă română de talie mondială, autoare, jurnalistă și comentatoare sportivă, medaliată cu aur pe echipe și argint la sărituri, la Jocurile Olimpice de la Sydney din 2000, multiplu medaliată cu aur și argint la campionatele mondiale de gimnastică artistică.

## Perioada de pregătire
Andreea Răducan a făcut parte din „noua generație" de gimnaste române crescute să continue tradiția de excelență a gimnasticii românești, și să preia ștafeta după retragerea medaliatelor olimpice Lavinia Miloșovici și Gina Gogean. A început gimnastica la vârsta de patru ani și jumătate, în orașul natal, Bârlad. În 1996, după ce a câștigat peste 20 de medalii în competiții locale și regionale, a fost invitată să se antreneze cu echipa națională de junioare, în Onești. Doi ani mai târziu a fost selecționată pentru lotul național și s-a mutat la Deva.
Răducan și-a făcut debutul internațional în 1998 la Campionatele Europene de Juniori (Antwerpen, Belgia), clasându-se pe locul 4 la individual compus. În 1999 a participat la Campionatele Mondiale în Tianjin, China, unde a câștigat finala la sol și a ocupat locul 5 la individual compus.
Comentatorii sportivi au remarcat talentul Andreei la bârnă, sărituri și sol, în timp ce paralelele inegale au fost considerate aparatul ei slab. A făcut o impresie deosebită datorită expresivității artistice, în contrast cu impresia generală lăsată de gimanstele române, excelente din punct de vedere tehnic, dar relativ mediocre artistic. La Campionatele Mondiale din 1999, comentatorul american Bart Conner (soțul Nadiei Comăneci) a remarcat "este atât de înviorător să vezi o gimnastă din România care poate să danseze!"

## Jocurile Olimpice Sydney 2000
Andreea Răducan a fost parte din echipa de gimnastică a României la Olimpiada de la Sydney, cu care a câștigat medalia de aur pe echipe. Andreea s-a calificat în finalele individuale de sol și sărituri, ca și în finala de individual compus (împreună cu Simona Amânar și Maria Olaru).
Finala de individual compus a fost afectată de o greșeală tehnică: capra (pentru sărituri) a fost reglată cu câțiva centimetri prea jos. Această greșeală a creat o situație periculoasă pentru toate participantele; ca urmare multe gimnaste au căzut sau s-au accidentat, atât în timpul încălzirii, cât și în timpul concursului. Annika Reeder (Marea Britanie) s-a accidentat atât de grav încât a trebuit să abandoneze restul competiției. Greșeala a fost descoperită de australianca Allana Slater în timpul celei de-a treia rotații; concursul a fost reluat după ce oficialii au reașezat aparatul la înălțimea corectă, iar gimnastele care au sărit în primele două rotații au avut posibilitatea de a-și reface exercițiul.
Deși Andreea Răducan a sărit înainte ca greșeala să fie corectată, a refuzat să refacă săritura, și a continuat cu performanțe excelente la bârnă și sol. La sfârșitul competiției de individual compus, primele trei locul erau ocupate, în ordine, de Andreea, Simona Amânar și Maria Olaru.
După terminarea concursului Comitetul Olimpic Internațional a anunțat că Andreea Răducan a fost testată pozitiv pentru pseudoefedrină, care era la vremea respectivă o substanță interzisă. În ciuda apelurilor formale înaintate de Andreea, echipa română de gimnastică și Federația Română de Gimnastică, decizia de a o descalifica pe gimnasta română a rămas finală. În aceste condiții, medalia de aur a fost acordată Simonei Amânar, Maria Olaru a primit medalia de argint, iar Liu Xuan (China) a primit medalia de bronz. Andreea Răducan a păstrat medaliile de la concursul pe echipe și de la sarituri (aur și argint).
Atât Andreea Răducan, cât și oficialii echipei române de gimnastică au susținut tot timpul nevinovăția gimnastei. O investigație a descoperit faptul că mai multe membre ale echipei au urmat un tratament prescris de doctorul echipei. În seara de dinaintea concursului a luat două pilule de Nurofen, un medicament comun împotriva febrei și tusei. Doctorul echipei a fost găsit vinovat de neglijență, pentru că ar fi trebuit să știe că medicamentul respectiv conține o substanță interzisă; drept urmare a fost expulzat de la Olimpiadă, și a fost suspendat până la Jocurile Olimpice de la Atena, 2004.
Gimnastele române au declarat deschis că medalia de aur la individual compus aparține de drept Andreei. După anunțarea deciziei de descalificare atât Simona Amânar, cât și Maria Olaru au spus că intenționează să refuze medaliile noi în semn de protest; hotărârea finală a fost însă să accepte noul clasament, cu scopul de a îmbunătăți clasificarea întregii delegații românești. Simona Amânar a spus despre medalia de aur: "Nu am câștigat-o eu. A fost câștigată de Andreea, și îi aparține Andreei".
Decizia de descalificare a Andreei Răducan a fost atacată în Curtea de Arbitraj pentru Sport în toamna anului 2000. Deși a admis faptul că gimnasta română nu a fost avantajată datorită medicamentelor pe care le-a luat, comisia de arbitraj a refuzat să anuleze hotărârea Comitetului Olimpic Internațional.

## Perioada de după Sydney
După olimpiadă Andreea Răducan a continuat să se antreneze cu echipa română în Deva. Odată cu retragerea Simonei Amânar, Mariei Olaru și Claudiei Presăcan, a devenit veterana echipei. În 2001 a participat la Campionatele Mondiale în Gent, Belgia, unde a câștigat medalia de aur pe echipe. În probele individuale s-a clasat pe locul întâi la sol și bârnă, și pe locul al treilea la individual compus. Anul 2002 a fost marcat de accidentări și probleme extra-sportive; după o performanță mult sub așteptări la Campionatele Mondiale în Ungaria, Andreea Răducan s-a retras din activitatea competițională.
În prezent (2012), Andreea Răducan este comentator sportiv în România, jurnalist și lucrează pentru organizația Forul Olimpic Român. Andreea a comentat concursurile de gimanstică feminină de la Jocurile Olimpice de la Atena, 2004. În 2010 a publicat prima ediție a cărții autobiografice Reversul medaliei, care a fost republicată în 2012 cu multe completări și adăugiri.
Din 2017 până în 2020 a fost președinte al Federației Române de Gimnastică.
În 2000 i-a fost conferit Ordinul Național „Serviciul Credincios” în grad de comandor.
În 1999 a primit titlul de Cetățean de onoare al Municipiului Bârlad, oraș în care, anual, în perioada mai-iunie, se desfășoară Concursul Național de Gimnastică „Cupa Andreea Răducan”.

## Rezultate importante
1998

Campionatele Europene de Juniori: 4 individual compus; 2 bârnă; 3 sol

Campionatul Național: 3 individual compus
1999

Campionatele Mondiale: 1 echipe; 1 sol; 2 bârnă; 5 individual compus

Campionatul Național: 2 individual compus
2000

Olimpiada Sydney: 1 echipe; 1 individual compus (descalificată); 2 sărituri; 7 sol

Campionatele Europene: 3 echipe; 2 sol; 5 bârnă; 6 individual compus
2001

Campionatele Mondiale: 1 echipe; 3 individual compus; 1 sol; 1 bârnă; 3 sărituri

Campionatul Național: 3 individual compus
2002

Campionatele Mondiale: 10 bârnă

## Carte autobiografică
- Reversul medaliei, 2010 și 2012[7]